# Банановый листонос
Банановый листонос (лат. Musonycteris harrisoni) — уязвимый вид летучих мышей семейства американских листоносых.

## Описание
Банановый листонос — летучая мышь среднего размера (средний вес самцов 12.6 г, самок — 10.9 г) с чрезвычайно длинным туловищем, маленькими округлыми ушами, коротким хвостом, и длинным черепом. Обычная окраска этой летучей мыши — серовато-коричневая, основание каждого отдельного волоска белое с коричневым кончиком.

## Ареал
Этот вид был впервые обнаружен в банановой роще. Банановый листонос является эндемиком западной Мексики, в основном распространён в штатах Колима, Мичоакан и Герреро. Её естественная среда обитания — субтропические или тропические сухие кустарники. Банановому листоносу угрожает потеря среды обитания. Максимальная зарегистрированная высота для вида составляет более 1700 м.